# Welcome to Sweden
Welcome to Sweden (dt. Willkommen in Schweden) ist eine Fernsehserie in schwedischer und US-amerikanischer Koproduktion, die von 2014 bis 2015 ausgestrahlt wurde. Die Komödie dreht sich um die Beziehung der Schwedin Emma, gespielt von Josephine Bornebusch, und dem US-Amerikaner Bruce, gespielt von Greg Poehler, als die beiden nach Schweden ziehen. Die Serie basiert auf Greg Poehlers eigenen Erlebnissen durch seine Immigration nach Schweden.

## Handlung
Der Steuerberater Bruce lernt Emma in New York während der Arbeit kennen und die beiden beginnen eine Liebesbeziehung. Sie beschließen, nach Schweden in die Heimat von Emma zu ziehen. Wesentlicher Teil der Serie ist fortan die Migration des US-Amerikaners Bruce nach Schweden, der Umgang mit Emmas Familie und die damit verbundenen soziokulturellen Spannungen zwischen dem US-amerikanischen Selbstverständnis von Bruce und den ungeschriebenen Regeln der schwedischen Gesellschaft.

## Ausstrahlung
Die Serie wird seit dem 21. März 2014 in Schweden auf TV24 erstausgestrahlt. Wenige Monate später folgt eine Ausstrahlung in den USA auf NBC. In Deutschland wird die Serie vom NDR ausgestrahlt. Dabei erhielt sie sowohl in Schweden, USA als auch in Deutschland überwiegend positive Kritiken.
Die erste Episode der ersten Staffel hatte mit 1.681.000 Zusehern die höchste Einschaltquote aller Folgen in Schweden. In den Vereinigten Staaten war die erste Folge mit 3,51 Millionen Zusehern ebenfalls die erfolgreichste.
Die deutschsprachige Ausstrahlung der ersten Staffel wurde vom 15. Januar bis zum 12. Februar 2015 auf dem Sender NDR gesendet.
Zudem startete der Sender rbb die Ausstrahlung der ersten Staffel am 29. Juli 2015.

## Gastdarsteller
Die Serie weist Gastauftritte einiger bekannter US-amerikanischer Schauspieler und Musiker auf, darunter Will Ferrell, Gene Simmons, Aubrey Plaza und Greg Poehlers Schwester Amy Poehler, aber auch schwedische Stars wie Björn Ulvaeus und Björn Ranelid haben Auftritte als sie selbst.